# Академическая гребля на летних Олимпийских играх 2004 — двойки (мужчины)
Соревнования среди двоек без рулевого по академической гребле среди мужчин на летних Олимпийских играх 2004 прошли с 14 по 19 августа в олимпийском центре академической гребли. В соревновании приняли участие 26 спортсменов из 13 стран. Действующие олимпийские чемпионы французы Мишель Андрьё и Жан-Кристоф Роллан не принимали участие в соревнованиях двоек, поскольку после Игр в Сиднее спортсмены приняли решение завершить спортивную карьеру.
Чемпионами стали австралийские спортсмены Дрю Гинн и Джеймс Томкинс, которые ранее уже становились олимпийскими чемпионами в составе Oarsome Foursome. При этом для Томкинска эта медаль стала уже четвёртой в карьере. Свои вторые олимпийские награды завоевали и братья Синиша и Никша Скелин. В 2000 году хорватские гребцы стали бронзовыми призёрами в соревнованиях восьмёрок. Обладателями дебютных олимпийских медалей стали южноафриканцы Донован Чех и Рамон ди Клементе, ставшие третьими. Также эта медаль стала для ЮАР первой олимпийской наградой в академической гребле.

## Призёры
| Золото                                | Серебро                                 | Бронза                                |
| Австралия · Дрю Гинн · Джеймс Томкинс | Хорватия · Синиша Скелин · Никша Скелин | ЮАР · Донован Чех · Рамон ди Клементе |

## Рекорды
До начала летних Олимпийских игр 2004 года лучшее мировое и олимпийское время были следующими:
| Мировой рекорд     | Великобритания Джеймс Крэкнелл, Мэтью Пинсент | 6:14,270 | Севилья | 15 сентября 2002 |
| Олимпийский рекорд | Великобритания · Стив Редгрейв, Мэтью Пинсент | 6:20,090 | Атланта | 27 июля 1996     |

## Расписание
| Дата       | Время         | Раунд                  |
| ---------- | ------------- | ---------------------- |
| 14 августа | 10:30 — 11:00 | Предварительные заезды |
| 17 августа | 15:40 — 15:50 | Отборочный заезд       |
| 18 августа | 09:20 — 09:40 | Полуфиналы             |
| 19 августа | 10:40 — 10:50 | Финал B                |
| 21 августа | 09:30 — 09:30 | Финал A                |

## Результаты

### Предварительный этап
Первые три экипажа из каждого заезда напрямую проходили в полуфинал соревнований. Все остальные спортсмены попадали в утешительные заезды, где были разыграны ещё три места в полуфиналах.

#### Заезд 1
| Место | Спортсмены                     | Страна              | Время   | Отставание | Примечания |
| ----- | ------------------------------ | ------------------- | ------- | ---------- | ---------- |
| 1     | Дрю Гинн Джеймс Томкинс        | Австралия           | 6:55,04 | +0,00      | SF         |
| 2     | Никола Стоич Младен Стегич     | Сербия и Черногория | 6:58,11 | +3,07      | SF         |
| 3     | Тоби Гарбетт Рик Данн          | Великобритания      | 6:58,95 | +3,91      | SF         |
| 4     | Вальтер Нанедер Маркос Моралес | Аргентина           | 7:02,29 | +7,25      | R          |
| 5     | Матия Павшич Андрей Грабар     | Словения            | 7:05,36 | +10,32     | R          |

#### Заезд 2
| Место | Спортсмены                    | Страна   | Время   | Отставание | Примечания |
| ----- | ----------------------------- | -------- | ------- | ---------- | ---------- |
| 1     | Донован Чех Рамон ди Клементе | ЮАР      | 6:57,06 | +0,00      | SF         |
| 2     | Синиша Скелин Никша Скелин    | Хорватия | 7:01,28 | +4,22      | SF         |
| 3     | Люк Уолтон Артур Самсонов     | США      | 7:11,81 | +14,75     | SF         |
| 4     | Адам Михалек Петр Имре        | Чехия    | 7:26,19 | +29,13     | R          |

#### Заезд 3
| Место | Спортсмены                     | Страна         | Время   | Отставание | Примечания |
| ----- | ------------------------------ | -------------- | ------- | ---------- | ---------- |
| 1     | Натан Туэддл Джордж Бриджуотер | Новая Зеландия | 6:54,75 | +0,00      | SF         |
| 2     | Дэвид Колдер Дейв Джарвис      | Канада         | 6:56,23 | +1,48      | SF         |
| 3     | Джузеппе Де Вита Дарио Лари    | Италия         | 7:03,12 | +8,37      | SF         |
| 4     | Тобиас Кюне Ян Херцог          | Германия       | 7:14,16 | +19,41     | R          |

### Отборочный этап
Первые три экипажа проходят в полуфинал соревнований. Гребцы, пришедшие к финишу, последними вылетают из соревнований и занимают итоговое 13-е место.
| Место | Спортсмены                     | Страна    | Время   | Отставание | Примечания |
| ----- | ------------------------------ | --------- | ------- | ---------- | ---------- |
| 1     | Тобиас Кюне Ян Херцог          | Германия  | 6:28,40 | +0,00      | SF         |
| 2     | Вальтер Нанедер Маркос Моралес | Аргентина | 6:28,98 | +0,58      | SF         |
| 3     | Матия Павшич Андрей Грабар     | Словения  | 6:30,89 | +2,49      | SF         |
| 4     | Адам Михалек Петр Имре         | Чехия     | 6:33,24 | +4,84      |            |

### Полуфиналы
Первые три экипажа из каждого заезда проходили в финал соревнований. Все остальные спортсмены попадали в финал B, где разыгрывали места с 7-го по 12-е.

#### Заезд 1
| Место | Спортсмены                     | Страна         | Время   | Отставание | Примечания |
| ----- | ------------------------------ | -------------- | ------- | ---------- | ---------- |
| 1     | Дрю Гинн Джеймс Томкинс        | Австралия      | 6:22,60 | +0,00      | FA         |
| 2     | Синиша Скелин Никша Скелин     | Хорватия       | 6:23,57 | +0,96      | FA         |
| 3     | Натан Туэддл Джордж Бриджуотер | Новая Зеландия | 6:24,49 | +1,89      | FA         |
| 4     | Тоби Гарбетт Рик Данн          | Великобритания | 6:25,06 | +2,46      | FB         |
| 5     | Джузеппе Де Вита Дарио Лари    | Италия         | 6:31,26 | +8,66      | FB         |
| 6     | Вальтер Нанедер Маркос Моралес | Аргентина      | 7:19,57 | +56,96     | FB         |

#### Заезд 2
На заключительном отрезке второго полуфинального заезда канадский экипаж Дэвид Колдер и Дейв Джарвис в борьбе за выход в финал отклонились от своей дорожки и помешали южноафриканским гребцам Доновану Чеху и Рамону ди Клементе, которые в итоге пришли к финишу 4-ми и завершили борьбу за медали. После окончания заезда сборная ЮАР подала протест, который был удовлетворён, в результате чего канадцы были дисквалифицированы. Канадцы подали просьбу о выступление в финале в качестве седьмого экипажа, но им было в этом отказано. В результате чего они приняли решение отказаться от выступления в финале B.
| Место | Спортсмены                    | Страна              | Время   | Отставание | Примечания |
| ----- | ----------------------------- | ------------------- | ------- | ---------- | ---------- |
| 1     | Тобиас Кюне Ян Херцог         | Германия            | 6:25,47 | +0,00      | FA         |
| 2     | Никола Стоич Младен Стегич    | Сербия и Черногория | 6:27,50 | +2,02      | FA         |
| 3     | Донован Чех Рамон ди Клементе | ЮАР                 | 6:28,48 | +3,00      | FA         |
| 4     | Люк Уолтон Артур Самсонов     | США                 | 6:32,51 | +7,03      | FB         |
| 5     | Матия Павшич Андрей Грабар    | Словения            | 6:46,12 | +20,64     | FB         |
| —     | Дэвид Колдер Дейв Джарвис     | Канада              | 6:26,04 | +0,57      | EXCL       |

### Финалы

#### Финал B
| Место | Спортсмен                      | Страна         | Время   | Отставание | Итоговое место |
| ----- | ------------------------------ | -------------- | ------- | ---------- | -------------- |
| 1     | Тоби Гарбетт Рик Данн          | Великобритания | 6:22,04 | +0,00      | 7              |
| 2     | Джузеппе Де Вита Дарио Лари    | Италия         | 6:22,08 | +0,04      | 8              |
| 3     | Матия Павшич Андрей Грабар     | Словения       | 6:27,11 | +5,07      | 9              |
| 4     | Вальтер Нанедер Маркос Моралес | Аргентина      | 6:27,88 | +5,84      | 10             |
| 5     | Люк Уолтон Артур Самсонов      | США            | 6:30,49 | +8,45      | 11             |
| 6     | Дэвид Колдер Дейв Джарвис      | Канада         | DNS     | DNS        | 12             |

#### Финал A
В отсутствии сильных британских двоек, которые незадолго до начала Олимпийских игр были объединены в четвёрку, фаворитами финального заезда считались австралийцы Дрю Гинн и Джеймс Томкинс. Также на победу претендовали призёры чемпионатов мира южноафриканцы Донован Чех и Рамон ди Клементе и хорватские братья Синиша и Никша Скелин.
После 500 метров дистанции лидерство захватил австралийский экипаж, опережая идущими вторыми хорватов на 0,89 секунды. На третьем месте шли немецкие гребцы Тобиас Кюне и Ян Херцог. К середине заезда Гинн и Томкинс вдвое увеличили отрыв от братьев Скелинов, а в борьбу за третье место вклинились сербские гребцы, лишь немного выигрывая у немцев и южноафриканцев. На второй половине дистанции австралийцы начали увеличивать темп и за 500 метров до финиша опережали хорватский экипаж на 2,27 с. Немецкий и сербский экипаж не смогли удержать высокий темп и начали оставать, при этом за бронзу борьба развернулась между сборными ЮАР и Новой Зеландии, которая быстрее всех преодолела третий отрезок дистанции. На заключительном отрезке ни один из экипажей не смог создать серьёзный отрыв и Гинн и Томкинс стали олимпийскими чемпионами. Хорватский экипаж пришёл к финишу вторым, а третьими стали гребцы из ЮАР.
| Место | Спортсмен                      | Страна              | Время   | Отставание |
| ----- | ------------------------------ | ------------------- | ------- | ---------- |
| 1     | Дрю Гинн Джеймс Томкинс        | Австралия           | 6:30,76 | +0,00      |
| 2     | Синиша Скелин Никша Скелин     | Хорватия            | 6:32,64 | +1,88      |
| 3     | Донован Чех Рамон ди Клементе  | ЮАР                 | 6:33,40 | +2,64      |
| 4     | Натан Туэддл Джордж Бриджуотер | Новая Зеландия      | 6:34,24 | +3,48      |
| 5     | Никола Стоич Младен Стегич     | Сербия и Черногория | 6:39,74 | +8,98      |
| 6     | Тобиас Кюне Ян Херцог          | Германия            | 6:46,50 | +15,74     |